# Moldekleiv
Moldekleiv är en tätort i Alvers kommun i Vestland fylke i västra Norge. Orten ligger vid fylkesväg 5310, på den östra delen av ön Holsnøy.
Tidigare har orten tillhört dåvarande Hamre kommun, sedan dåvarande Alversunds kommun och därefter dåvarande Melands kommun i Hordaland fylke.